# Dopaminski receptor D1
Dopaminski receptor D1 (DRD1) je protein koji je kod ljudi kodiran  genom.

## Funkcija
Ovaj gen kodira D1 podtip dopaminskog receptora. D1 podtip je najzastupljeniji dopaminski receptor u centralnom nervnom sistemu. Ovaj G protein spregnuti receptor stimuliše adenilil ciklazu i aktivira cikličnu AMP-zavisnu proteinsku kinazu. D1 receptori regulišu neuronski rast i razvoj, utiču na pojedine forme ponašanja, i moduliraju dopaminskim receptorom D2 posredovana dejstva. Alternativna mesta inicijacije transkripcije proizvode dve transkriptne varijante ovog gena.

## Ligandi
Poznat je znatan broj liganda koji su selektivni za D1 receptore. Oni se uglavnom sastoje od jedinjenja koja su izvedena iz dihidreksidina i iz prototipskog benzazepina SCH-23390. Dok su benzazepini generalno visoko selektivni za D1 receptor u odnosu na druge receptore, dihidreksidinski derivati su jednako aktivni na D1 i D5 receptorima. Benzazepini su slabi parcijalni agonisti/antagonisti sa niskom intrinsičnom aktivnošću, dok derivati dihidreksidina deluju kao puni agonisti sa intrinsičnom aktivnošću jednakom ili većom od samog dopamina.

### Agonisti
- Derivati dihidreksidina
  - A-86929 - pun agonist koji je 14-puta selektivniji za D1 srodne receptore nego za D2[6][8][9]
  - Dihidreksidin - pun agonist koji je 10 puta selektivniji za D1 slične receptore nego za D2. On je bio ispitivan za moguću primenu u lečenju Parkinsonove bolesti, ali je razvoj prekinut usled nepodnošljivih nuzpojava[6]
  - Dinapsolin - pun agonist koji je 5 puta selektivniji za D1 slične receptore nego D2[6]
  - Dinoksilin - pun agonist sa približno jednakim afinitetom za D1 i D2 slične receptore[6]
  - Doksantrin - pun agonist koji je 168 puta selektivniji za D1 slične receptore nego D2[6]
- Benzazepinski derivati
  -  - 200 puta je selektivniji za D1 nego bilo koji drugi receptor[6]
  -  - 57 puta je selektivniji za D1 nego D2[6]
  -  - visoko je selektivan za D1 sa zanemarljivim afinitetom za bilo koji drugi receptor[6]
  - Fenoldopam - visoko je selektivni parcijalni agonist perifernih D1 receptora sa kliničkom primenom kao antihipertenziv[6]
  -  - 90 puta je selektivniji za D1 nego za D2[6]
- Drugi
  - A-68930
  - A-77636
  -  - parcijalni agonist sa umerenom selektivnošću za D1 srodne receptore u odnosu na D2 srodne receptore, strukturno je najsličniji sa dopaminskim agonistima baziranim na ergolinu, kao što je pergolid.
  - 7,8-Dihidroksi-5-fenil-oktahidrobenzo[]izohinolin: ekstremno potentan pun agonist visokog afiniteta[10]
  - Kabergolin - slab D1 agonizam, visoko selektivan za D2, i razne serotoninske receptore
  - Pergolid - sličan je kabergolinu, pokazuje slab D1 agonizam, i visoko je selektivan za D2, i razne serotoninske receptore

### Antagonisti
- Benzazepinski derivati
  -  - 100 puta selektivniji za D1 nego za D5[6]
  -  - 7 puta selektivniji za D1 nego za D5 sa zanemarljivim afinitetom za druge receptore;[6] deluje kao antagonist na D1, a kao agonist na D5
  - Ekopipam (SCH-39166) - selektivni D1/D5 antagonist koji je razvijen kao lek protiv gojaznosti, ali je dalji razvoj prekinut[6]

## Interakcije
Za dopaminski receptor D1 je pokazano da formira interakcije sa COPG,  i COPG2.

## Literatura
- Missale C; Nash SR; Robinson SW (1998). „Dopamine receptors: from structure to function.”. Physiol. Rev. 78 (1): 189—225. PMID 9457173.
- Milligan G, White JH (2001). „Protein-protein interactions at G-protein-coupled receptors.”. Trends Pharmacol. Sci. 22 (10): 513—8. PMID 11583808. doi:10.1016/S0165-6147(00)01801-0.
- Bermak JC, Zhou QY (2004). „Accessory proteins in the biogenesis of G protein-coupled receptors.”. Mol. Interv. 1 (5): 282—7. PMID 14993367.
- Minowa MT; Minowa T; Monsma FJ (1992). „Characterization of the 5' flanking region of the human D1A dopamine receptor gene.”. Proc. Natl. Acad. Sci. U.S.A. 89 (7): 3045—9. PMC 48800 . PMID 1557411. doi:10.1073/pnas.89.7.3045.
- Tiberi M; Jarvie KR; Silvia C (1991). „Cloning, molecular characterization, and chromosomal assignment of a gene encoding a second D1 dopamine receptor subtype: differential expression pattern in rat brain compared with the D1A receptor.”. Proc. Natl. Acad. Sci. U.S.A. 88 (17): 7491—5. PMC 52326 . PMID 1831904. doi:10.1073/pnas.88.17.7491.
- Sunahara RK; Niznik HB; Weiner DM (1990). „Human dopamine D1 receptor encoded by an intronless gene on chromosome 5.”. Nature. 347 (6288): 80—3. PMID 1975640. doi:10.1038/347080a0.
- Grandy DK; Zhou QY; Allen L (1990). „A human D1 dopamine receptor gene is located on chromosome 5 at q35.1 and identifies an EcoRI RFLP.”. Am. J. Hum. Genet. 47 (5): 828—34. PMC 1683700 . PMID 1977312.
- Dearry A; Gingrich JA; Falardeau P (1990). „Molecular cloning and expression of the gene for a human D1 dopamine receptor.”. Nature. 347 (6288): 72—6. PMID 2144334. doi:10.1038/347072a0.
- Zhou QY; Grandy DK; Thambi L (1990). „Cloning and expression of human and rat D1 dopamine receptors.”. Nature. 347 (6288): 76—80. PMID 2168520. doi:10.1038/347076a0.
- Frail DE; Manelli AM; Witte DG (1994). „Cloning and characterization of a truncated dopamine D1 receptor from goldfish retina: stimulation of cyclic AMP production and calcium mobilization.”. Mol. Pharmacol. 44 (6): 1113—8. PMID 8264547.
- Ohara K; Ulpian C; Seeman P (1993). „Schizophrenia: dopamine D1 receptor sequence is normal, but has DNA polymorphisms.”. Neuropsychopharmacology. 8 (2): 131—5. PMID 8471124.
- Albrecht FE; Drago J; Felder RA (1996). „Role of the D1A dopamine receptor in the pathogenesis of genetic hypertension.”. J. Clin. Invest. 97 (10): 2283—8. PMC 507308 . PMID 8636408. doi:10.1172/JCI118670.
- Lee SH, Minowa MT, Mouradian MM (1996). „Two distinct promoters drive transcription of the human D1A dopamine receptor gene.”. J. Biol. Chem. 271 (41): 25292—9. PMID 8810292. doi:10.1074/jbc.271.41.25292.
- Mayerhofer A; Hemmings HC; Snyder GL (1999). „Functional dopamine-1 receptors and DARPP-32 are expressed in human ovary and granulosa luteal cells in vitro.”. J. Clin. Endocrinol. Metab. 84 (1): 257—64. PMID 9920093. doi:10.1210/jc.84.1.257.
- Wong AC, Shetreat ME, Clarke JO, Rayport S (1999). „D1- and D2-like dopamine receptors are co-localized on the presynaptic varicosities of striatal and nucleus accumbens neurons in vitro.”. Neuroscience. 89 (1): 221—33. PMID 10051231. doi:10.1016/S0306-4522(98)00284-X.
- Jin H, Xie Z, George SR, O'Dowd BF (2000). „Palmitoylation occurs at cysteine 347 and cysteine 351 of the dopamine D(1) receptor.”. Eur. J. Pharmacol. 386 (2-3): 305—12. PMID 10618483. doi:10.1016/S0014-2999(99)00727-X.
- Li M, Bermak JC, Wang ZW, Zhou QY (2000). „Modulation of dopamine D(2) receptor signaling by actin-binding protein (ABP-280).”. Mol. Pharmacol. 57 (3): 446—52. PMID 10692483.
- Lezcano N; Mrzljak L; Eubanks S (2000). „Dual signaling regulated by calcyon, a D1 dopamine receptor interacting protein.”. Science. 287 (5458): 1660—4. PMID 10698743. doi:10.1126/science.287.5458.1660.
- Ginés S; Hillion J; Torvinen M (2000). „Dopamine D1 and adenosine A1 receptors form functionally interacting heteromeric complexes.”. Proc. Natl. Acad. Sci. U.S.A. 97 (15): 8606—11. PMC 26995 . PMID 10890919. doi:10.1073/pnas.150241097.

## Spoljašnje veze
- „Dopamine Receptors: D1”. IUPHAR Database of Receptors and Ion Channels. International Union of Basic and Clinical Pharmacology. Архивирано из оригинала 02. 01. 2015. г.
- Receptors,+Dopamine+D1 на 